# 327. jadralni pehotni polk (ZDA)
Za druge 327. polke glej 327. polk.
327. jadralni pehotni polk (izvirno angleško 327th Glider Infantry Regiment; kratica 327. GIR) je bila zračnopristajalna enota Kopenske vojske Združenih držav Amerike.

## Zgodovina
Polk je bil ustanovljen 15. avgusta 1942 s preoblikovanjem 327. pehotnega polka in dodeljen 101. zračnoprevozni diviziji. Septembra 1943 je polk prišel v Anglijo. Polk je bil razpuščen 30. novembra 1945 v Franciji.